# Bernd Schuster
Bernhard Schuster (n. 22 decembrie 1959, Augsburg, Germania) este un fost fotbalist german acum antrenor. Porecla lui este „der Blonde Engel” (îngerul blond).
Schuster și-a început cariera de jucător profesionist la 1. FC Köln la 18 ani în 1978 după câteva meciuri promițătoare la echipa națională sub 18 ani a Germaniei de Vest. Schuster a plecat în 1980 în Spania pentru a semna cu FC Barcelona unde s-a dezvoltat din plin. De-a lungul carierei a jucat pentru cluburi ca Real Madrid, Atlético Madrid, Bayer Leverkusen și la clubul mexican Pumas de la UNAüM de unde s-a retras după ce a jucat 10 meciuri în primăvara lui 1997.

## Palmares

### Ca jucător
- FC Barcelona
  - La Liga: 1985
  - Copa del Rey: 1981, 1983, 1988
  - Cupa Cupelor UEFA: 1981-82
  - Supercopa de España: 1983
  - Copa de la Liga: 1983, 1986
  - Cupa Campionilor Europeni: 
    - Locul doi: 1986

- Real Madrid
  - La Liga: 1989, 1990
  - Copa del Rey: 1989
  - Supercopa de España: 1989

- Atlético Madrid
  - La Liga:
    - Locul doi: 1991

  - Copa del Rey: 1991, 1992

- ECHIPA NAȚIONALĂ
  - Campionatul European de Fotbal: 1980

### Ca antrenor
- Real Madrid
  - La Liga: 2008
  - Supercopa de España: 2008

### Individual
- La Liga: Premiul Don Balón pentru cel mai bun fotbalist străin 1985, 1991
- Fotbalistul European al Anului: Balonul de Argint 1980 - Balonul de Bronz 1981 și 1985
- La Liga: Trofeul Miguel Muñoz pentru cel mai bun antrenor al anului 2006